# Episodi di Polizeifunk ruft (seconda stagione)
La seconda stagione della serie televisiva Polizeifunk ruft è stata trasmessa in anteprima in  Germania dalla ARD tra il 3 gennaio 1968 e il 27 marzo 1968.
| nº | Titolo originale             | Titolo italiano | Prima TV Germania | Prima TV Italia |
| -- | ---------------------------- | --------------- | ----------------- | --------------- |
| 1  | Auf schiefer Bahn            | inedito         | 3 gennaio 1968    | inedito         |
| 2  | Der Spindmarder              | inedito         | 10 gennaio 1968   | inedito         |
| 3  | Südfrüchte                   | inedito         | 17 gennaio 1968   | inedito         |
| 4  | Handgeknüpfte Teppiche       | inedito         | 24 gennaio 1968   | inedito         |
| 5  | Der Reinfall                 | inedito         | 31 gennaio 1968   | inedito         |
| 6  | Luftfracht für Beirut        | inedito         | 7 febbraio 1968   | inedito         |
| 7  | Begegnung in Paris           | inedito         | 14 febbraio 1968  | inedito         |
| 8  | Konzert in Sens              | inedito         | 21 febbraio 1968  | inedito         |
| 9  | Fahrerflucht im Morgengrauen | inedito         | 28 febbraio 1968  | inedito         |
| 10 | Das giftige Dessert          | inedito         | 6 marzo 1968      | inedito         |
| 11 | Philippe und Dorothea        | inedito         | 13 marzo 1968     | inedito         |
| 12 | Empfang in Japan             | inedito         | 20 marzo 1968     | inedito         |
| 13 | Flucht nach Kyoto            | inedito         | 27 marzo 1968     | inedito         |